# Grand Prix de Patinação Artística no Gelo de 2001–02
O Grand Prix de Patinação Artística no Gelo de 2001–02 foi a sétima temporada do Grand Prix ISU, uma série de competições de patinação artística no gelo disputada na temporada 2001–02. São distribuídas medalhas em quatro disciplinas, individual masculino e individual feminino, duplas e dança no gelo. Os patinadores ganham pontos com base na sua posição em cada evento e os seis primeiros de cada disciplina são qualificados para competir na final do Grand Prix, realizada em Kitchener, Canadá.
A competição foi organizada pela União Internacional de Patinação (em inglês:  International Skating Union), a série Grand Prix começou em 24 de outubro e continuaram até 16 dezembro de 2001.

## Calendário
| #     | Evento                             | Localização                          | Data                         |
| ----- | ---------------------------------- | ------------------------------------ | ---------------------------- |
| 1     | Skate America de 2001              | Colorado Springs, CO, Estados Unidos | 24–28 de outubro             |
| 2     | Skate Canada International de 2001 | Saskatoon, SK, Canadá                | 1–4 de novembro              |
| 3     | Sparkassen Cup on Ice de 2001      | Gelsenkirchen, Alemanha              | 9–11 de novembro             |
| 4     | Trophée Lalique de 2001            | Paris, França                        | 15–18 de novembro            |
| 5     | Cup of Russia de 2001              | São Petersburgo, Rússia              | 22–25 de novembro            |
| 6     | NHK Trophy de 2001                 | Kumamoto, Japão                      | 29 de novembro–2 de dezembro |
| Final | Final do Grand Prix de 2001–02     | Kitchener, ON, Canadá                | 14–16 de dezembro            |

## Medalhistas

### Skate America
| Evento                        | Ouro                                       | Prata                                       | Bronze                                           | Ref   |
| Individual masculino detalhes | Timothy Goebel · Estados Unidos            | Takeshi Honda · Japão                       | Alexander Abt · Rússia                           | [ 1 ] |
| Individual feminino detalhes  | Michelle Kwan · Estados Unidos             | Sarah Hughes · Estados Unidos               | Viktoria Volchkova · Rússia                      | [ 2 ] |
| Duplas detalhes               | Jamie Salé · David Pelletier · Canadá      | Kyoko Ina · John Zimmerman · Estados Unidos | Tatiana Totmianina · Maxim Marinin · Rússia      | [ 3 ] |
| Dança no gelo detalhes        | Shae Lynne Bourne · Victor Kraatz · Canadá | Galit Chait · Sergei Sakhnovsky · Israel    | Margarita Drobiazko · Povilas Vanagas · Lituânia | [ 4 ] |

### Skate Canada International
| Evento                        | Ouro                                      | Prata                                       | Bronze                                           | Ref   |
| Individual masculino detalhes | Alexei Yagudin · Rússia                   | Elvis Stojko · Canadá                       | Todd Eldredge · Estados Unidos                   | [ 5 ] |
| Individual feminino detalhes  | Sarah Hughes · Estados Unidos             | Irina Slutskaya · Rússia                    | Michelle Kwan · Estados Unidos                   | [ 6 ] |
| Duplas detalhes               | Jamie Salé · David Pelletier · Canadá     | Tatiana Totmianina · Maxim Marinin · Rússia | Anabelle Langlois · Patrice Archetto · Canadá    | [ 7 ] |
| Dança no gelo detalhes        | Shae-Lynn Bourne · Victor Kraatz · Canadá | Galit Chait · Sergei Sakhnovski · Israel    | Isabelle Delobel · Olivier Schoenfelder · França | [ 8 ] |

### Sparkassen Cup on Ice
| Evento                        | Ouro                                             | Prata                                           | Bronze                                        | Ref    |
| Individual masculino detalhes | Evgeni Plushenko · Rússia                        | Timothy Goebel · Estados Unidos                 | Li Chengjiang · China                         | [ 9 ]  |
| Individual feminino detalhes  | Maria Butyrskaya · Rússia                        | Yoshie Onda · Japão                             | Angela Nikodinov · Estados Unidos             | [ 10 ] |
| Duplas detalhes               | Shen Xue · Zhao Hongbo · China                   | Kyoko Ina · John Zimmerman · Estados Unidos     | Maria Petrova · Alexei Tikhonov · Rússia      | [ 11 ] |
| Dança no gelo detalhes        | Barbara Fusar-Poli · Maurizio Margaglio · Itália | Marie-France Dubreuil · Patrice Lauzon · Canadá | Natalia Romaniuta · Daniil Barantsev · Rússia | [ 12 ] |

### Trophée Lalique
| Evento                        | Ouro                                          | Prata                                       | Bronze                                           | Ref    |
| Individual masculino detalhes | Alexei Yagudin · Rússia                       | Todd Eldredge · Estados Unidos              | Andrejs Vlascenko · Alemanha                     | [ 13 ] |
| Individual feminino detalhes  | Maria Butyrskaya · Rússia                     | Sarah Hughes · Estados Unidos               | Sasha Cohen · Estados Unidos                     | [ 14 ] |
| Duplas detalhes               | Elena Bereznaia · Anton Sikharulidze · Rússia | Kyoko Ina · John Zimmerman · Estados Unidos | Sarah Abitbol · Stéphane Bernadis · França       | [ 15 ] |
| Dança no gelo detalhes        | Marina Anissina · Gwendal Peizerat · França   | Shae Lynn Bourne · Victor Kraatz · Canadá   | Margarita Drobiazko · Povilas Vanagas · Lituânia | [ 16 ] |

### Cup of Russia
| Evento                        | Ouro                                             | Prata                                    | Bronze                                      | Ref    |
| Individual masculino detalhes | Evgeni Plushenko · Rússia                        | Roman Serov · Rússia                     | Ivan Dinev · Bulgária                       | [ 17 ] |
| Individual feminino detalhes  | Irina Slutskaya · Rússia                         | Viktoria Volchkova · Rússia              | Angela Nikodinov · Estados Unidos           | [ 18 ] |
| Duplas detalhes               | Elena Berezhnaya · Anton Sikharulidze · Rússia   | Maria Petrova · Alexei Tikhonov · Rússia | Sarah Abitbol · Stéphane Bernadis · França  | [ 19 ] |
| Dança no gelo detalhes        | Barbara Fusar-Poli · Maurizio Margaglio · Itália | Galit Chait · Sergei Sakhnovsky · Israel | Elena Grushina · Ruslan Goncharov · Ucrânia | [ 20 ] |

### NHK Trophy
| Evento                        | Ouro                                        | Prata                                            | Bronze                                      | Ref    |
| Individual masculino detalhes | Takeshi Honda · Japão                       | Jeffrey Buttle · Canadá                          | Ivan Dinev · Bulgária                       | [ 21 ] |
| Individual feminino detalhes  | Tatiana Malinina · Uzbequistão              | Yoshie Onda · Japão                              | Elena Liashenko · Ucrânia                   | [ 22 ] |
| Duplas detalhes               | Shen Xue · Zhao Hongbo · China              | Maria Petrova · Alexei Tikhonov · Rússia         | Dorota Zagórska · Mariusz Siudek · Polônia  | [ 23 ] |
| Dança no gelo detalhes        | Marina Anissina · Gwendal Peizerat · França | Margarita Drobiazko · Povilas Vanagas · Lituânia | Albena Denkova · Maxim Staviyski · Bulgária | [ 24 ] |

### Final do Grand Prix
| Evento                        | Ouro                                      | Prata                                          | Bronze                                           | Ref    |
| Individual masculino detalhes | Alexei Yagudin · Rússia                   | Evgeni Plushenko · Rússia                      | Timothy Goebel · Estados Unidos                  | [ 25 ] |
| Individual feminino detalhes  | Irina Slutskaya · Rússia                  | Michelle Kwan · Estados Unidos                 | Sarah Hughes · Estados Unidos                    | [ 26 ] |
| Duplas detalhes               | Jamie Salé · David Pelletier · Canadá     | Elena Berezhnaya · Anton Sikharulidze · Rússia | Shen Xue · Zhao Hongbo · China                   | [ 27 ] |
| Dança no gelo detalhes        | Shae-Lynn Bourne · Viktor Kraatz · Canadá | Marina Anissina · Gwendal Peizerat · França    | Margarita Drobiazko · Povilas Vanagas · Lituânia | [ 28 ] |

## Qualificação
|  | Patinadores qualificados para a Final do Grand Prix |
|  | Substitutos                                         |

### Individual masculino
| Classificação | Classificação       | Classificação  | Classificação | Classificação | Classificação | Classificação | Classificação | Classificação | Classificação |
| Pos.          | Nome                | Nacionalidade  | USA           | CAN           | GER           | FRA           | RUS           | JPN           | Total         |
| ------------- | ------------------- | -------------- | ------------- | ------------- | ------------- | ------------- | ------------- | ------------- | ------------- |
| 1             | Alexei Yagudin      | Rússia         | –             | 12            | –             | 12            | –             | –             | 24            |
| 2             | Evgeni Plushenko    | Rússia         | –             | –             | 12            | –             | 12            | –             | 24            |
| 3             | Timothy Goebel      | Estados Unidos | 12            | –             | 9             | –             | –             | –             | 21            |
| 4             | Takeshi Honda       | Japão          | 9             | –             | a             | –             | –             | 12            | 21            |
| 5             | Todd Eldredge       | Estados Unidos | –             | 7             | –             | 9             | –             | –             | 16            |
| 6             | Ivan Dinev          | Bulgária       | –             | –             | –             | –             | 7             | 7             | 14            |
| 7             | Elvis Stojko        | Canadá         | –             | 9             | 3             | –             | –             | –             | 12            |
| 8             | Alexander Abt       | Rússia         | 7             | –             | 5             | –             | –             | –             | 12            |
| 9             | Andrejs Vlascenko   | Alemanha       | –             | 3             | –             | 7             | –             | –             | 10            |
| 10            | Roman Serov         | Rússia         | –             | 0             | –             | –             | 9             | –             | 9             |
| 11            | Jeffrey Buttle      | Canadá         | –             | –             | –             | –             | –             | 9             | 9             |
| 12            | Li Chengjiang       | China          | 2             | –             | 7             | –             | –             | –             | 9             |
| 13            | Anthony Liu         | Austrália      | –             | 5             | –             | –             | –             | 4             | 9             |
| 14            | Matthew Savoie      | Estados Unidos | 3             | –             | –             | –             | 5             | –             | 8             |
| 15            | Ilia Klimkin        | Rússia         | 4             | –             | –             | –             | 4             | –             | 8             |
| 16            | Johnny Weir         | Estados Unidos | –             | 2             | –             | 5             | –             | –             | 7             |
| 17            | Zhang Min           | China          | –             | –             | –             | 4             | –             | 3             | 7             |
| 18            | Michael Weiss       | Estados Unidos | 5             | –             | 1             | –             | –             | –             | 6             |
| 19            | Yamato Tamura       | Japão          | –             | –             | –             | 1             | –             | 5             | 6             |
| 20            | Emanuel Sandhu      | Canadá         | –             | 4             | –             | 0             | –             | –             | 4             |
| 21            | Yosuke Takeuchi     | Japão          | –             | 1             | –             | –             | 3             | –             | 4             |
| 22            | Stéphane Lambiel    | Suíça          | –             | –             | –             | 3             | –             | –             | 3             |
| 23            | Stefan Lindemann    | Alemanha       | –             | –             | 2             | –             | 1             | –             | 3             |
| 24            | Roman Skorniakov    | Uzbequistão    | –             | –             | 0             | –             | –             | 2             | 2             |
| 25            | Gheorghe Chiper     | Romênia        | –             | –             | –             | –             | 2             | –             | 2             |
| 26            | Sergei Rylov        | Azerbaijão     | –             | –             | –             | 2             | –             | –             | 2             |
| 27            | Ben Ferreira        | Canadá         | 1             | 0             | –             | –             | –             | –             | 1             |
| 28            | Makoto Okazaki      | Japão          | –             | –             | –             | –             | –             | 1             | 1             |
| 29            | Vitali Danilchenko  | Ucrânia        | –             | –             | 0             | –             | 0             | –             | 0             |
| 30            | Brian Joubert       | França         | 0             | –             | –             | –             | –             | –             | 0             |
| 31            | Markus Leminen      | Finlândia      | –             | –             | –             | –             | 0             | –             | 0             |
| 32            | Li Yunfei           | China          | –             | –             | –             | 0             | 0             | –             | 0             |
| 33            | Frederic Dambier    | França         | –             | –             | 0             | 0             | –             | –             | 0             |
| 34            | Silvio Smalun       | Alemanha       | 0             | –             | 0             | –             | –             | –             | 0             |
| 35            | Fedor Andreev       | Canadá         | 0             | –             | –             | –             | –             | –             | 0             |
| 36            | Vincent Restencourt | França         | –             | –             | –             | 0             | 0             | –             | 0             |
| 37            | Stanick Jeannette   | França         | –             | 0             | –             | –             | –             | –             | 0             |
| 38            | Kensuke Nakaniwa    | Japão          | 0             | –             | –             | –             | –             | –             | 0             |

### Individual feminino
| Classificação | Classificação         | Classificação  | Classificação | Classificação | Classificação | Classificação | Classificação | Classificação | Classificação |
| Pos.          | Nome                  | Nacionalidade  | USA           | CAN           | GER           | FRA           | RUS           | JPN           | Total         |
| ------------- | --------------------- | -------------- | ------------- | ------------- | ------------- | ------------- | ------------- | ------------- | ------------- |
| 1             | Maria Butyrskaya      | Rússia         | –             | –             | 12            | 12            | –             | –             | 24            |
| 2             | Irina Slutskaya       | Rússia         | –             | 9             | –             | –             | 12            | –             | 21            |
| 3             | Michelle Kwan         | Estados Unidos | 12            | 7             | –             | –             | –             | –             | 19            |
| 4             | Sarah Hughes          | Estados Unidos | 9             | a             | –             | 9             | –             | –             | 18            |
| 5             | Yoshie Onda           | Japão          | –             | –             | 9             | –             | –             | 9             | 18            |
| 6             | Tatiana Malinina      | Uzbequistão    | –             | –             | 3             | –             | –             | 12            | 15            |
| 7             | Angela Nikodinov      | Estados Unidos | –             | –             | 7             | –             | 7             | a             | 14            |
| 8             | Viktoria Volchkova    | Rússia         | 7             | –             | –             | 5             | a             | –             | 12            |
| 9             | Sasha Cohen           | Estados Unidos | 4             | –             | –             | 7             | –             | –             | 11            |
| 10            | Elena Liashenko       | Ucrânia        | –             | –             | –             | –             | 3             | 7             | 10            |
| 11            | Shizuka Arakawa       | Japão          | 5             | –             | –             | 3             | –             | –             | 8             |
| 12            | Fumie Suguri          | Japão          | –             | 5             | –             | –             | –             | 2             | 7             |
| 13            | Julia Sebestyen       | Hungria        | 3             | –             | –             | –             | –             | 4             | 7             |
| 14            | Jennifer Robinson     | Canadá         | 2             | –             | –             | –             | 4             | –             | 6             |
| 15            | Elena Sokolova        | Rússia         | 0             | –             | –             | –             | 5             | –             | 5             |
| 16            | Jennifer Kirk         | Estados Unidos | –             | –             | 5             | –             | –             | –             | 5             |
| 17            | Laetitia Hubert       | França         | –             | 1             | –             | 4             | –             | –             | 5             |
| 18            | Kristina Oblasova     | Rússia         | –             | 0             | 4             | –             | –             | –             | 4             |
| 19            | Sarah Meier           | Suíça          | –             | 4             | –             | –             | –             | –             | 4             |
| 20            | Galina Maniachenko    | Ucrânia        | –             | 3             | –             | –             | 1             | –             | 4             |
| 21            | Silvia Fontana        | Itália         | –             | –             | 2             | 2             | –             | –             | 4             |
| 22            | Ann Patrice Mcdonough | Estados Unidos | –             | –             | –             | –             | –             | 3             | 3             |
| 23            | Annie Bellemare       | Canadá         | –             | 2             | –             | –             | –             | 1             | 3             |
| 24            | Zoya Douchine         | Alemanha       | –             | –             | –             | –             | 2             | –             | 2             |
| 25            | Susanna Pöykiö        | Finlândia      | –             | –             | 1             | –             | –             | –             | 1             |
| 26            | Alisa Drei            | Finlândia      | –             | –             | –             | 1             | –             | –             | 1             |
| 27            | Mikkeline Kierkgaard  | Dinamarca      | 1             | –             | –             | –             | –             | –             | 1             |
| 28            | Kanako Takahashi      | Japão          | –             | –             | –             | –             | 0             | 0             | 0             |
| 29            | Utako Wakamatsu       | Japão          | 0             | –             | –             | –             | –             | –             | 0             |
| 30            | Anne Sophie Calvez    | França         | –             | –             | 0             | 0             | –             | –             | 0             |
| 31            | Nicole Watt           | Canadá         | –             | 0             | –             | 0             | –             | –             | 0             |
| 32            | Marianne Dubuc        | Canadá         | –             | 0             | 0             | –             | –             | –             | 0             |
| 33            | Tamara Dorofejev      | Hungria        | –             | 0             | –             | –             | 0             | –             | 0             |
| 34            | Vanessa Gusmeroli     | França         | –             | –             | –             | 0             | –             | –             | 0             |
| 35            | Andrea Diewald        | Alemanha       | –             | –             | 0             | –             | –             | –             | 0             |
| 36            | Vanessa Giunchi       | Itália         | 0             | –             | –             | –             | –             | –             | 0             |

### Duplas
| Classificação | Classificação                             | Classificação    | Classificação | Classificação | Classificação | Classificação | Classificação | Classificação | Classificação |
| Pos.          | Nome                                      | Nacionalidade    | USA           | CAN           | GER           | FRA           | RUS           | JPN           | Total         |
| ------------- | ----------------------------------------- | ---------------- | ------------- | ------------- | ------------- | ------------- | ------------- | ------------- | ------------- |
| 1             | Jamie Sale / David Pelletier              | Canadá           | 12            | 12            | –             | –             | –             | –             | 24            |
| 2             | Shen Xue / Zhao Hongbo                    | China            | –             | –             | 12            | –             | –             | 12            | 24            |
| 3             | Elena Berezhnaya / Anton Sikharulidze     | Rússia           | –             | –             | –             | 12            | 12            | –             | 24            |
| 4             | Maria Petrova / Alexei Tikhonov           | Rússia           | –             | –             | a             | –             | 9             | 9             | 18            |
| 5             | Kyoko Ina / John Zimmerman                | Estados Unidos   | 9             | –             | a             | 9             | –             | –             | 18            |
| 6             | Sarah Abitbol / Stephane Bernadis         | França           | –             | –             | –             | 7             | 7             | –             | 14            |
| 7             | Tatiana Totmianina / Maxim Marinin        | Rússia           | 7             | a             | –             | 5             | –             | –             | 12            |
| 8             | Dorota Zagorska / Mariusz Siudek          | Polônia          | –             | –             | –             | a             | 5             | 7             | 12            |
| 9             | Julia Obertas / Alexei Sokolov            | Rússia           | 5             | –             | –             | –             | a             | 5             | 10            |
| 10            | Pang Qing / Tong Jian                     | China            | –             | 5             | –             | –             | –             | 4             | 9             |
| 11            | Anabelle Langlois / Patrice Archetto      | Canadá           | –             | 7             | –             | –             | –             | 0             | 7             |
| 12            | Stephanie Kalesavich / Aaron Parchem      | Estados Unidos   | –             | 4             | –             | –             | –             | 3             | 7             |
| 13            | Yuko Kawaguchi / Alexander Markuntsov     | Japão            | 3             | –             | –             | 3             | –             | a             | 6             |
| 14            | Valerie Saurette / Jean-Sebastien Fecteau | Canadá           | 0             | –             | 5             | –             | –             | –             | 5             |
| 15            | Valerie Marcoux / Bruno Marcotte          | Canadá           | –             | –             | 4             | –             | 0             | –             | 4             |
| 16            | Danielle Hartsell / Steve Hartsell        | Estados Unidos   | 4             | 0             | –             | –             | –             | –             | 4             |
| 17            | Jacinthe Lariviere / Lenny Faustino       | Canadá           | –             | –             | –             | 4             | –             | –             | 4             |
| 18            | Victoria Maxiuta / Vitali Dubina          | Ucrânia          | –             | –             | 0             | –             | 3             | –             | 3             |
| 19            | Tatiana Chuvaeva / Dmitri Palamarchuk     | Ucrânia          | –             | –             | 3             | –             | –             | –             | 3             |
| 20            | Viktoria Borzenkova / Andrei Chuvilyaev   | Rússia           | –             | 3             | –             | –             | –             | –             | 3             |
| 21            | Katerina Berankova / Otto Dlabola         | República Tcheca | –             | –             | 0             | –             | 0             | –             | 0             |
| 22            | Marie-Pierre Leray / Nicolas Osseland     | França           | –             | –             | 0             | 0             | –             | –             | 0             |
| 23            | Natalia Ponomareva / Evgeni Sviridov      | Uzbequistão      | 0             | –             | –             | –             | –             | 0             | 0             |
| 24            | Chantal Poirier / Ian Moram               | Canadá           | –             | 0             | –             | –             | –             | –             | 0             |
| 25            | Laura Handy / Jonathon Hunt               | Estados Unidos   | 0             | –             | –             | –             | 0             | –             | 0             |
| 26            | Mariana Kautz / Norman Jeschke            | Alemanha         | –             | –             | –             | –             | 0             | –             | 0             |
| 27            | Aliona Savchenko / Stanislav Morozov      | Ucrânia          | –             | –             | –             | 0             | –             | –             | 0             |

### Dança no gelo
| Classificação | Classificação                           | Classificação    | Classificação | Classificação | Classificação | Classificação | Classificação | Classificação | Classificação |
| Pos.          | Nome                                    | Nacionalidade    | USA           | CAN           | GER           | FRA           | RUS           | JPN           | Total         |
| ------------- | --------------------------------------- | ---------------- | ------------- | ------------- | ------------- | ------------- | ------------- | ------------- | ------------- |
| 1             | Barbara Fusar Poli / Maurizio Margaglio | Itália           | –             | –             | 12            | –             | 12            | –             | 24            |
| 2             | Shae-Lynn Bourne / Victor Kraatz        | Canadá           | 12            | 12            | –             | a             | –             | –             | 24            |
| 2             | Marina Anissina / Gwendal Peizerat      | França           | –             | –             | –             | 12            | –             | 12            | 24            |
| 4             | Galit Chait / Sergei Sakhnovski         | Israel           | a             | 9             | –             | –             | 9             | –             | 18            |
| 5             | Marie-France Dubreuil / Patrice Lauzon  | Canadá           | –             | –             | 9             | –             | –             | 5             | 14            |
| 6             | Margarita Drobiazko / Povilas Vanagas   | Lituânia         | 7             | –             | –             | 7             | –             | a             | 14            |
| 7             | Albena Denkova / Maxim Staviyski        | Bulgária         | –             | –             | –             | 5             | –             | 7             | 12            |
| 8             | Isabelle Delobel / Olivier Schoenfelder | França           | –             | 7             | –             | 4             | –             | –             | 11            |
| 8             | Natalia Romaniuta / Daniil Barantsev    | Rússia           | –             | –             | 7             | –             | 4             | –             | 11            |
| 8             | Elena Grushina / Ruslan Goncharov       | Ucrânia          | –             | –             | –             | –             | 7             | 4             | 11            |
| 11            | Tatiana Navka / Roman Kostomarov        | Rússia           | 5             | –             | –             | –             | 5             | –             | 10            |
| 12            | Svetlana Kulikova / Arseni Markov       | Rússia           | –             | 5             | –             | 2             | –             | –             | 7             |
| 13            | Alia Ouabdelsselam / Benjamin Delmas    | França           | –             | –             | 5             | –             | –             | 2             | 7             |
| 14            | Tanith Belbin / Benjamin Agosto         | Estados Unidos   | 4             | –             | –             | 3             | –             | –             | 7             |
| 15            | Megan Wing / Aaron Lowe                 | Canadá           | 3             | 3             | –             | –             | –             | –             | 6             |
| 16            | Magali Sauri / Michail Stifunin         | França           | 2             | –             | –             | –             | 3             | –             | 5             |
| 16            | Agata Blazowska / Marcin Kozubek        | Polônia          | –             | –             | 3             | –             | 2             | –             | 5             |
| 18            | Eliane Hugentobler / Daniel Hugentobler | Suíça            | –             | 4             | –             | –             | –             | –             | 4             |
| 19            | Valentina Anselmi / Fabrizio Pedrazzini | Itália           | –             | –             | 4             | –             | –             | –             | 4             |
| 20            | Marika Humphreys / Vitali Baranov       | Reino Unido      | –             | –             | –             | –             | –             | 3             | 3             |
| 21            | Stephanie Rauer / Thomas Rauer          | Alemanha         | –             | –             | 2             | –             | 0             | –             | 2             |
| 22            | Federica Faiella / Massimo Scali        | Itália           | –             | 2             | –             | –             | –             | –             | 2             |
| 23            | Jessica Joseph / Brandon Forsyth        | Estados Unidos   | 1             | –             | –             | –             | –             | 1             | 2             |
| 24            | Katarina Kovalova / David Szurman       | República Tcheca | –             | 1             | –             | –             | 1             | –             | 2             |
| 25            | Jill Vernekohl / Dimitri Kurakin        | Alemanha         | 0             | –             | 1             | –             | –             | –             | 1             |
| 26            | Chantal Lefebvre / Junstin Lanning      | Canadá           | –             | –             | –             | 1             | –             | –             | 1             |
| 27            | Nozomi Watanabe / Akiyuki Kido          | Japão            | –             | –             | 0             | –             | –             | 0             | 0             |
| 28            | Josée Piché / Pascal Denis              | Canadá           | –             | 0             | –             | –             | 0             | –             | 0             |
| 29            | Rie Arikawa / Kenji Miyamoto            | Japão            | –             | –             | –             | 0             | –             | 0             | 0             |
| 30            | Zita Gebora / Andras Visontai           | Hungria          | –             | –             | –             | 0             | –             | –             | 0             |
| 31            | Nakako Tsuzuki / Rinat Farkhoutdinov    | Japão            | 0             | 0             | –             | –             | –             | –             | 0             |
| 32            | Anna Mosenkova / Sergei Sychov          | Estônia          | –             | –             | 0             | 0             | –             | –             | 0             |
| 33            | Ekaterina Gozdkova / Timur Alaskhanov   | Rússia           | –             | –             | –             | –             | 0             | –             | 0             |
| 34            | Alla Beknazarova / Juri Kocherzhenko    | Ucrânia          | –             | 0             | –             | –             | –             | –             | 0             |
| 35            | Jessica Huot / Juha Valkama             | Finlândia        | –             | –             | –             | –             | 0             | –             | 0             |